# Zempoaltepec-Hirschmaus
Die Zempoaltepec-Hirschmaus (Habromys lepturus) ist ein im südlichen Mexiko endemisches Nagetier in der Familie der Wühler. Die Population galt zeitweilig als Unterart der Ixtlan-Hirschmaus (Habromys ixtlani). Der zweite Teil des Namens bezieht sich auf die nahe Verwandtschaft zu den Hirschmäusen (Peromyscus).

## Merkmale
Mit einer Gesamtlänge von 207 bis 262 mm, inklusive eines 103 bis 146 mm langen Schwanzes und mit einem Gewicht von etwa 32 g ist die Art eine der größeren innerhalb ihrer Gattung. Sie hat 24 bis 28 mm lange Hinterfüße und 20 bis 23 mm lange Ohren. In das dunkle graubraune Fell der Oberseite sind einige lohfarbene Haare eingemischt. Diese treten in einer Linie an den Schultern häufiger auf. Kurze Wollhaare auf der Unterseite sind schwarz und darüber befinden sich weiße Deckhaare mit beigefarbenen Spitzen. Dieses Nagetier hat dunkle Ohren mit kurzen braunen Haaren. Meist ist der Schwanz oberseits dunkel und unterseits hell, doch es gibt auch einfarbige Varianten. Unterschiede zur Ixtlan-Hirschmaus bestehen unter anderem in kleineren Abweichungen des robusten Schädels.

## Verbreitung und Lebensweise
Die Art ist nur von den Hängen des Berges Zempoaltepec im mexikanischen Bundesstaat Oaxaca bekannt. Sie lebt auf 2500 bis 3000 Meter Höhe. Typisch für die Region sind Wolken- und Nebelwälder mit Eichen, Kiefern, Moosen, Farnen, Flechten und Epiphyten, wie Bromelien.
Die Zempoaltepec-Hirschmaus bewegt sich auf dem Boden und klettert in Bäumen, wo sie in Epiphyten ruht. Im selben Revier leben Hirschmäuse, Reisratten und andere Neuweltmäuse. Vermutlich besteht die Nahrung wie bei anderen Gattungsvertretern aus Früchten, Pflanzensamen und Insekten. Soweit bekannt findet die Fortpflanzung zum Ende der Trockenperiode und zu Beginn der Regenzeit statt. Ein Wurf enthält meist Zwillinge oder ein Junges.

## Gefährdung
Der Bestand ist durch Waldrodungen bedroht. Die IUCN listet die Art deshalb und aufgrund des maximal 86 km² großen Verbreitungsgebiets als vom Aussterben bedroht (critically endangered).